# Saint-Pierre-d'Entremont (Isère)
Saint-Pierre-d'Entremont é uma comuna francesa na região administrativa de Auvérnia-Ródano-Alpes, no departamento de Isère.